# Pfarrkirche Hörsching

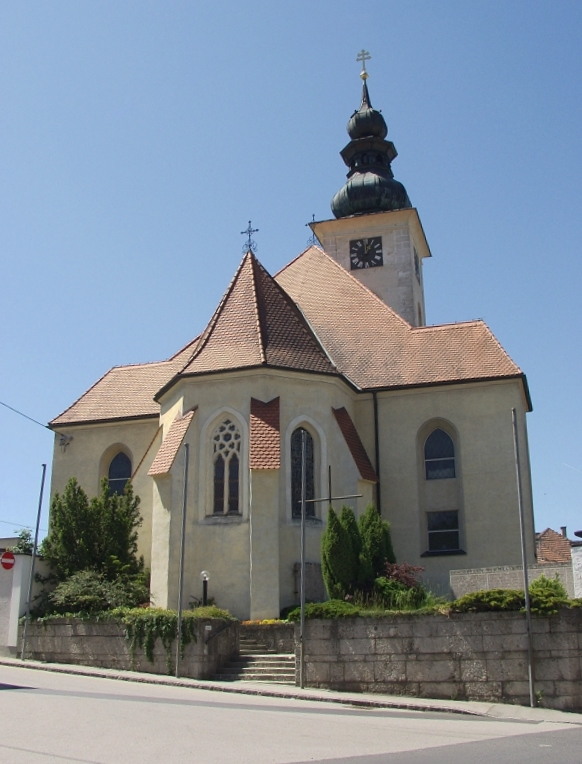
Pfarrkirche hl. Jakob in Hörsching

Die Pfarrkirche Hörsching steht in der Katastralgemeinde Neubau in der Marktgemeinde Hörsching in Oberösterreich. Die römisch-katholische Pfarrkirche hl. Jakob gehört zum Dekanat Traun in der Diözese Linz. Die Kirche und der Friedhof stehen unter Denkmalschutz (Listeneintrag).

## Geschichte
Eine Kirche wurde im Jahre 793 erstmals urkundlich erwähnt. Der teils erhaltene romanische Kirchenbau wurde gotisch mehrfach umgebaut und stark restauriert.

## Architektur
Das vierschiffige Langhaus hat ein überhöhtes Mittelschiff als zweischiffige viereinhalbjochige kreuzrippengewölbte Halle und beidseits kreuzrippengewölbte Seitenschiffe. Der Chor mit einem Dreiachtelschluss hat ein Stichkappentonnengewölbe. Die Chorfenster gestaltete Josef Raukamp (1944–1947). Der in die Kirche eingebaute Westturm trägt einen Zwiebelhelm aus 1807.
Außen sind fünf römische Reliefsteine aus Teile eines Grabdenkmals mit Herkules die Schlangen erwürgend, ein Bildnisrelief und drei ganze Relieffiguren.
Am Friedhof stehen die Statuen Immaculata und Johann von Nepomuk aus dem ersten Drittel des 18. Jahrhunderts.

## Ausstattung
Der spätbarocke Hochaltar ist aus Tabernakelaltar ausgebildet und zeigt das Altarbild Mariä Himmelfahrt vom Maler Franz Anton Maulbertsch (1771). Die zwei Gemälde Weihnacht und Andreas vor dem Triumphbogen sind von den entfernten inneren Seitenaltären und wurden vom Maler Franz Xaver Wagenschön um 1770/1780 gemalt. Die Altarbilder Barbara und Florian der Seitenaltäre in den Seitenschiffen sind aus dem Ende des 17. Jahrhunderts. Die Kanzel ist neugotisch.
Es gibt Grabdenkmäler, Hans von Traun mit einer Relieffigur aus 1500, Otto und Herzelaut von Traun mit einem Renaissance-Relief aus 1572, ein ornamentaler Grabstein zu Andreas Ciera aus 1694. Das Grabdenkmal für Otto und Herzelaut von Traun zeigt die Familien Traun und Schifer mit ihren Wappen.  Aus einer Gedenktafel, die kurz nach der Vermählung des Otto von Traun mit Herzelaut von Schifer zu Freiling im Jahre 1557 entstand, geht hervor, dass das Geschlecht der Schifer damals evangelisch war. Otto von Traun wurde nach seinem Tod in der damaligen evangelischen Pfarrkirche Hörsching beigesetzt.